# Nicholas Alexander
Nicholas James Alexander (* 6. května 1955) je anglický šlechtic a 7. hrabě z Caledonu.

## Život
Narodil se 6. května 1955 jako syn Denise Alexandera, 6. hraběte z Caledonu a jeho manželky baronesy Anne Louise de Graevenitz. Studoval na Gordonstoun v Elginu.
Dne 15. listopadu 1979 se prvně oženil s Wendy Catherine Coumantaros, s dcerou Spira Nicholase Coumantarose. Manželství bylo roku 1985 rozvedeno.
Dne 19. prosince 1989 se podruhé oženil s Henriettou Mary Alison Newman s dcerou Johna Francise Newmana který byl synem Sira Cecila Newmana, 2. baroneta. Spolu mají dvě děti:
- Frederick James Alexander, vikomt Alexander (nar. 15. října 1990)
- Lady Leonora Jane Alexander (nar. 26. května 1993)

V listopadu 2007 ohlásil své zasnoubení s Amandou Cayzer, s bývalou manželkou Charlese Williama Cayzera, druhého syna Herberta Robina Cayzera, 2. barona Rotherwick. Sňatek byl uzavřen 2. února 2008.